# Kawit
Kawit (Bayan ng Kawit) är en kommun i Filippinerna. Kommunen ligger på ön Luzon, och tillhör provinsen Cavite. Folkmängden uppgår till 78 209 invånare.

## Bildgalleri

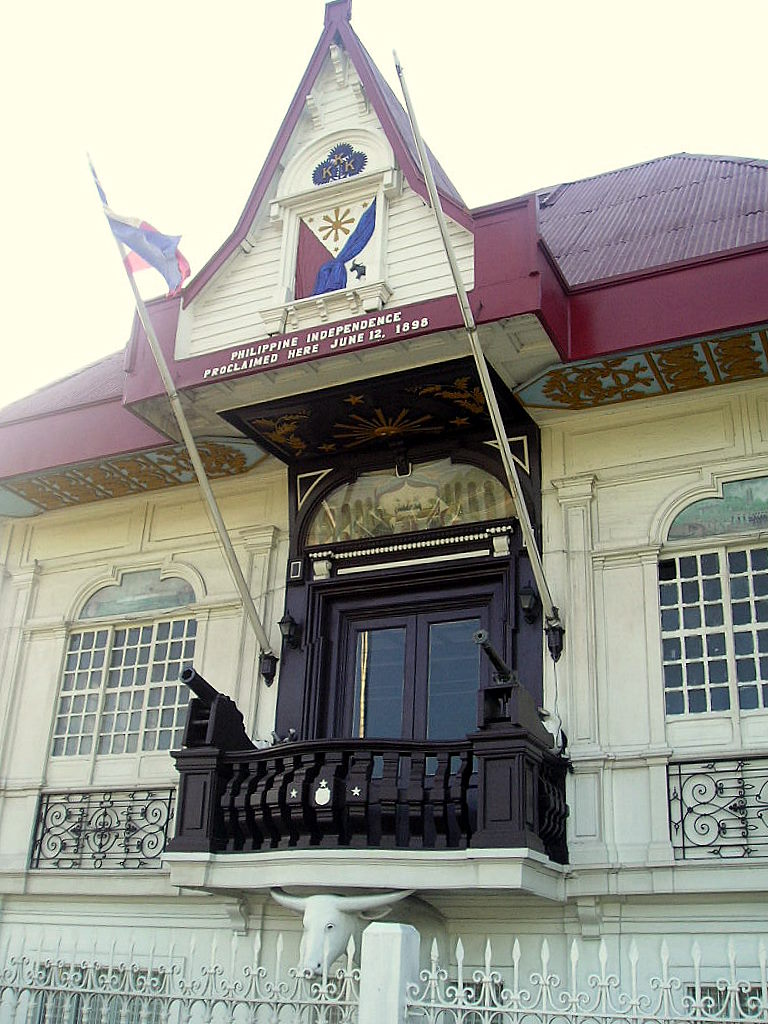
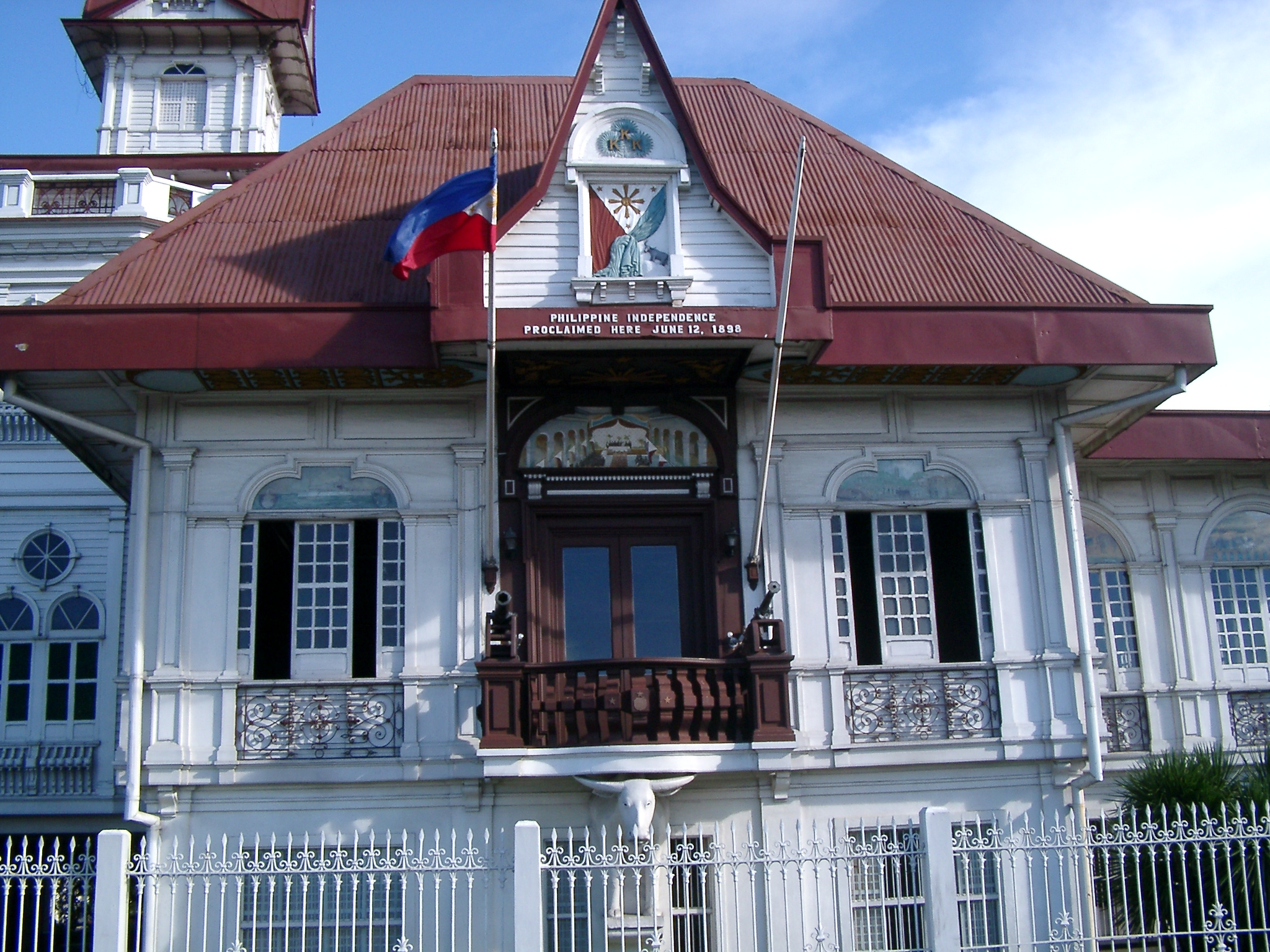
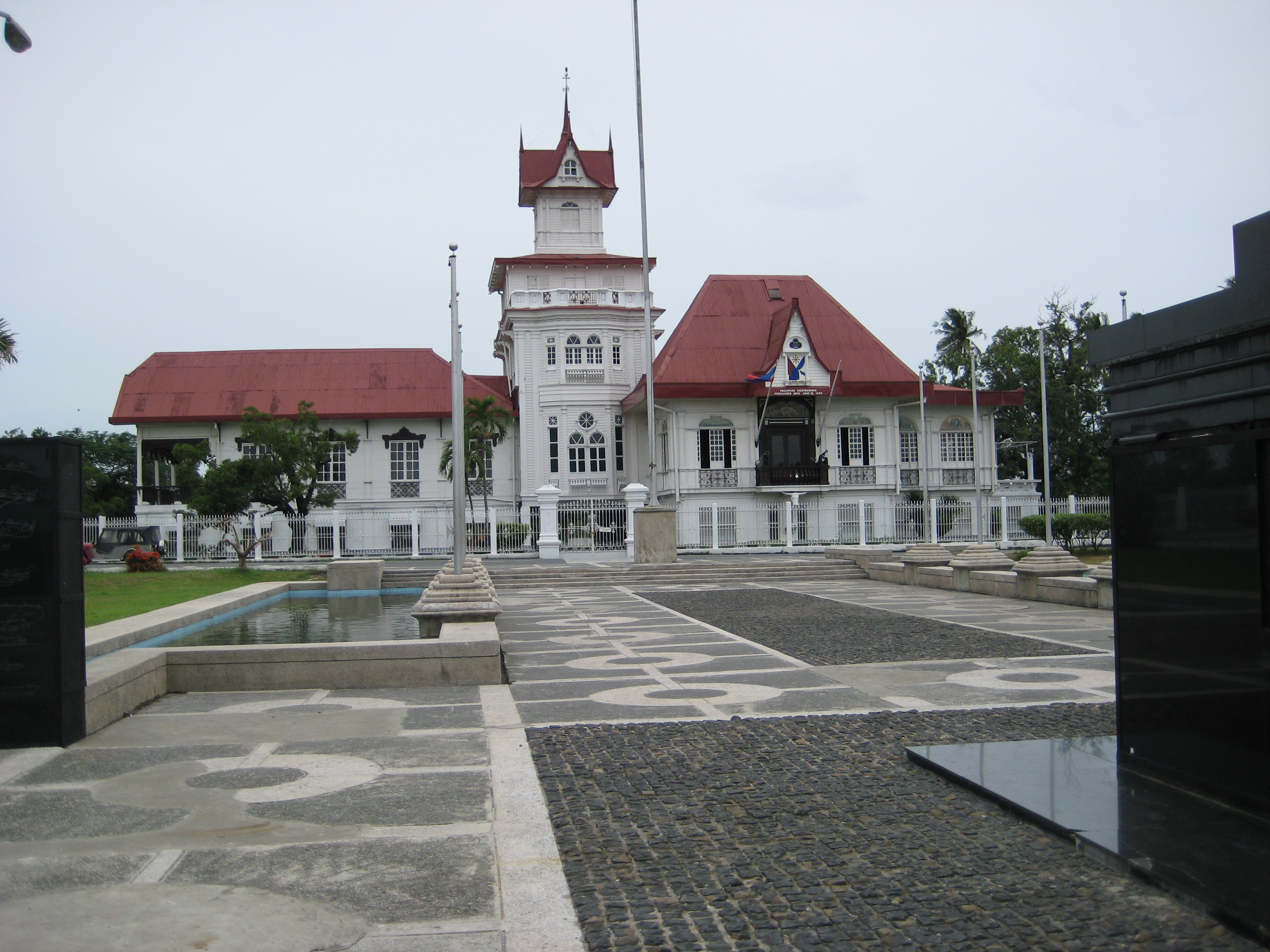

## Barangayer
Kawit är indelat i 23 barangayer.
| - Binakayan-Kanluran - Gahak - Kaingen - Marulas - Panamitan - Poblacion - Magdalo (Putol) - San Sebastian - Santa Isabel - Tabon I - Toclong - Wakas I | - Batong Dalig - Balsahan-Bisita - Binakayan-Aplaya - Congbalay-Legaspi - Manggahan-Lawin - Pulvorista - Samala-Marquez - Tabon II - Tabon III - Tramo-Bantayan - Wakas II |